# Гронау (Нижня Саксонія)
Гронау (нім. Gronau) — місто в Німеччині, розташоване в землі Нижня Саксонія. Входить до складу району Гільдесгайм. Складова частина об'єднання громад Ляйнебергланд.
Площа — 88,13 км2. Населення становить 10 690 ос. (станом на 31 грудня 2021).

## Галерея

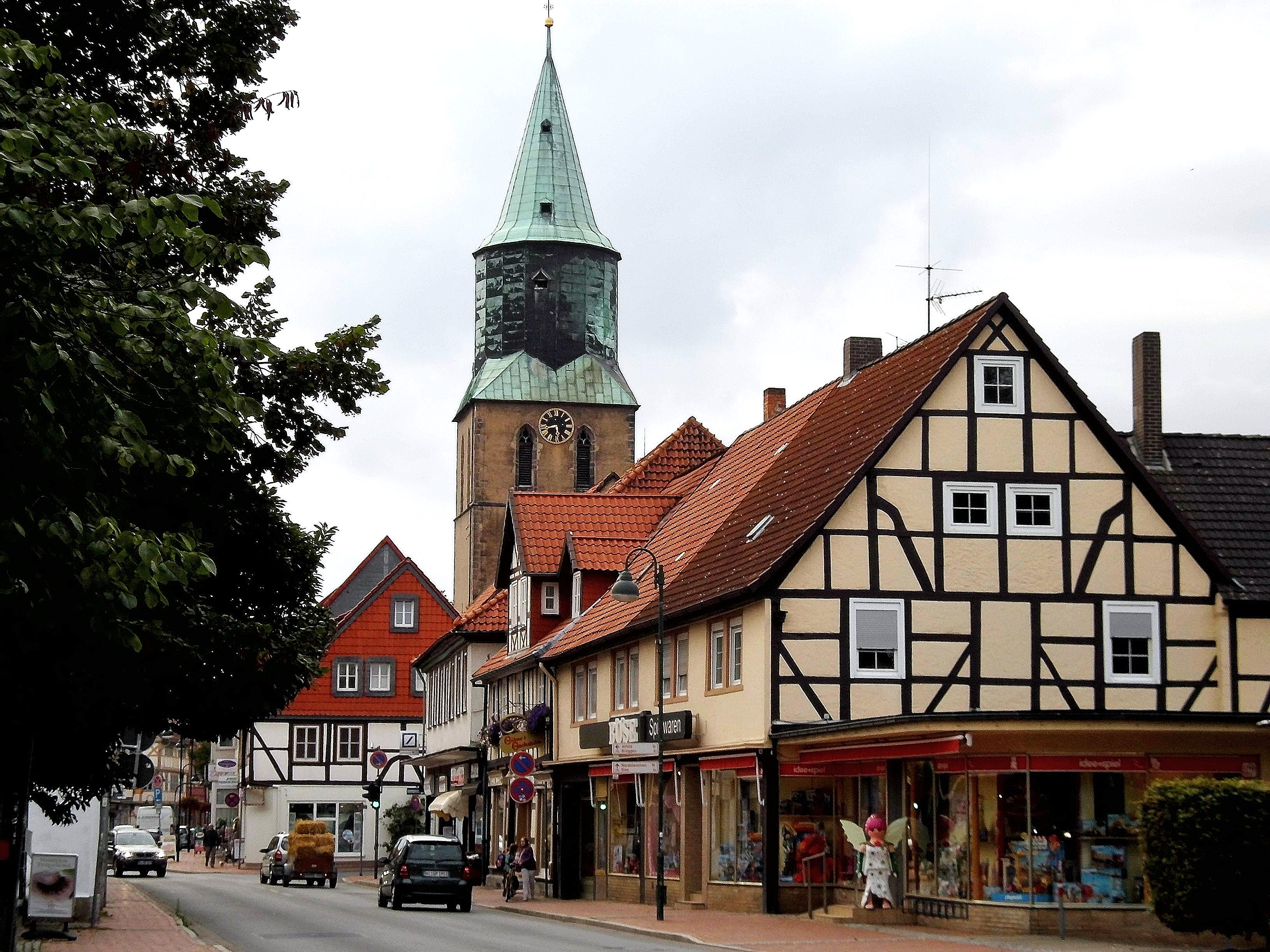
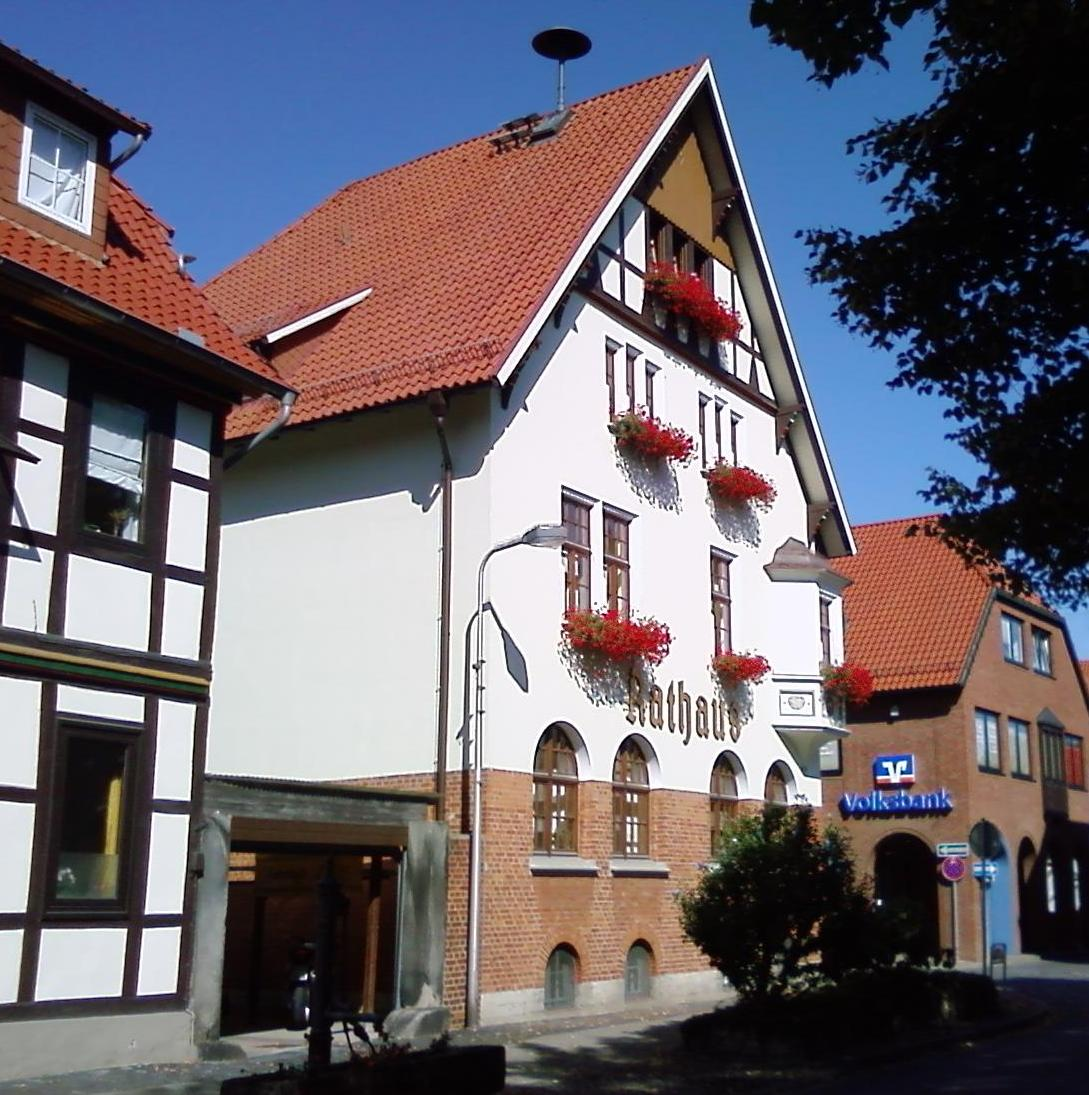